# Vancom
Vancom Transportation, inc, later ATC/Vancom, inc was een zogenaamd family owned vervoerbedrijf uit de Verenigde Staten. In 1995 was het de eerste buitenlandse vervoerder in het Nederlandse stads- en streekvervoer. Het bedrijf werd in Nederland als joint venture opgericht door Kees Arends, samen met Terry van der Aa en Peter Huizenga. 
De Nederlandse tak (Vancom Nederland) werd in 1998 voor een deel overgenomen door het Britse Arriva. Van der Aa heeft in december 1999 Vancom/ATC verkocht aan de National Express Group. Na de gedeeltelijke verkoop aan het Britse Arriva was Vancom uitgegroeid tot een onderneming met een omzet van meer dan 250 miljoen euro. 

## Vancom Nederland

### Zuid-Limburg
In Zuid-Limburg verwierf Vancom in 1994 middels een openbare aanbesteding een busconcessie van toenmalig monopolist VSN-Groep. Het betrof het eerste experiment met marktwerking in het stads- en streekvervoer. Vanaf mei 1995 mocht Vancom het vervoer in het Limburgse Heuvelland verzorgen. Op 8 december 1997 verklaarde de rechter de openbare aanbesteding echter onrechtmatig. Vancom mocht wel blijven rijden maar minister Jorritsma moest een schadevergoeding betalen aan de VSN-Groep.
In tegenstelling tot in Groningen werd in Zuid-Limburg Vancom beter ontvangen. Er werden zelfsturende teams opgesteld, waarbij buschauffeurs naast rijden ook verantwoordelijk werden voor andere bedrijfsonderdelen als administratie, onderhoud, planning en marketing. De kostendekkingsgraad van het vervoer aldaar in 1996 was ook 46% ten opzichte van 38% landelijk.

### Groninger Vervoerbedrijf NV
Nadat Vancom NL door middel van een managementcontract met een koop-optie het bedrijf in een winstgevende onderneming had omgezet werd in 1995 het Groninger Vervoerbedrijf gekocht voor de jaren daarvoor overeengekomen prijs van 11,2 miljoen gulden. Het Groninger Vervoerbedrijf NV was de opvolger van het het op 1 mei 1994 verzelfstandigde Gemeentelijk Vervoerbedrijf Groningen.
Ofschoon Vancom in het jaar 1995 een winst van 5,6 miljoen gulden behaalde op een omzet van 42 miljoen gulden, hadden deze cijfers wel zijn invloed op de kwaliteit van het openbaar vervoer. Bij Vancom in Groningen waren sommige wijken 's avonds en in het weekeinde verstoken van openbaar vervoer. In 1996 kregen 96 van 357 buschauffeurs te horen dat zij in 1998 overbodig zouden worden, hetgeen tot grote onrusten leidde.

### Arriva
Zoals bij de uitoefening van de optie aangekondigd verkocht Vancom enkele weken later de Nederlandse tak aan het Britse Arriva omdat het bedrijf in Nederland als dochter van het Britse Arriva in Europa meer mogelijkheden zag om te kunnen groeien. De voor de jaren eerder afgesproken koopsom van 11,2 miljoen aangekochte stadsdienst van Groningen werd voor een kleine 50 miljoen gulden doorverkocht aan Arriva. Later heeft Arriva het Zuid-Limburgse gedeelte van het bedrijf verkocht aan het Franse Connex (later bekend als Veolia Transport Limburg), dat het tot december 2006 onder de naam Limex exploiteerde, waarna het opging in Veolia Transport Limburg.